# Callanispa
Callanispa là một chi bọ cánh cứng trong họ Chrysomelidae.
Chi này được Uhmann miêu tả khoa học năm 1 như
959.

## Các loài
Chi này gồm các loài:
- Callanispa rasa Uhmann, 1959